# Várda
Várda là một thị trấn thuộc hạt Somogy, Hungary. Thị trấn này có diện tích 10,36 km², dân số năm 2010 là 509 người, mật độ 49 người/km².